# Mylossoma
Mylossoma es un género de peces de la familia Serrasalmidae y de la orden de los Characiformes.

## Especies
- Mylossoma acanthogaster (Valenciennes, 1850)[1]
- Mylossoma aureum (Spix & Agassiz, 1829)[1]
- Mylossoma duriventre (G. Cuvier, 1818)[1]